# Romerret
Romerret (lat. ius romanum) er betegnelsen for et af de vigtigste vestlige retssystemer, som udsprang af det romerske rige i antikken og den tidlige middelalder.

## Republikken
Fra tiden før 400 f.Kr. var den romerske ret formentlig en uskreven sædvaneret, men det kan antages, at flere af de senere kodificerede (nedskrevne) retsprincipper har rod i Roms allerældste historie.
Efter romersk overlevering forelå de tolv tavlers lov i 451 f.Kr., efter at en kommission havde studeret Solons love i Athen. Der findes i dag ingen overleveret fremstilling af loven, som derfor kun kendes i brudstykker fra senere, primært klassiske, forfattere. Man kan dog sige så meget, at loven indeholdt regler om proces, civilret og strafferet.
I den romerske republik blev romerretten udvikledet og kodificeret, således at sædvanen efterhånden kom til at spille en mindre rolle i forhold til de egentlige lovtekster. I denne periode fremkommer også de første jurister, faguddannede personer, der beskæftigede sig med fortolkning af retten og førte retssager.
De tolv tavlers lov blev efterhånden suppleret af andre love, og dertil kom senatets beslutninger (S.C. = senatus consultum) som retskilder. Den ældste romerret var stærkt formbundet med karakter af en sakralret, da den i det ældste Rom var knyttet til præsteskabet. Men omkring 300 f.Kr. blev retten offentliggjort af ædilen Gnaeus Flavius.
I 2. og 3. årh. f.v.t. havde Rom gennem især erobringer forøget sit territorium enormt, og ifølge den romerske lov tilfaldt den erobrede jord staten, men skulle fordeles til de romerske borgere mod en afgift. Ifølge Appian og Plutarch var det oprindeligt formuleret i loven, at man ikke måtte overtage mere jord, end man selv kunne dyrke. Men efterhånden fik folk lov til at overtage den jord, de regnede med at kunne opdyrke. Resultatet i 2. årh. f.v.t. var, at de rige i Italien langsomt pressede de fattige ud af landbruget, og i stedet for de traditionelle familiebrug opstod der store, slavedrevne godser. Denne udvikling bekræftes af arkæologiske udgravninger i Latium. De mange krige betød også en udstrakt rekruttering af soldater, som i mangel af andre muligheder efter afsluttet militærtjeneste ofte endte op blandt Roms mange arbejdsløse - deriblandt de, som var drevet fra gård og grund af rige plantageejere. I de omkring 100 år mellem Graccherne og kejser Augustus oplevede Rom ikke mindre end 15 blodige opstande med forbigående lovløshed.

## Kejserdømmet
I kejsertiden, indledt i 31 f.Kr., blev den formbundne, national-romerske byret under republikken gradvis afløst af en mere formfri, smidig og international ret, der genspejlede en vekselvirkning mellem romersk og græsk kultur. Den oprindelige romerret, jus civile, gjaldt - i modsætning til jus gentium - kun for romerske borgere. Jus gentium gjaldt oprindeligt kun for fremmede (peregrini), men fortrængte gradvis jus civile, efterhånden som kredsen av romerske borgere blev udvidet, så påvirkning fra Grækenland og Orienten blev mere mærkbar.
Med Augustus' forsøg på at kamuflere sit enevælde, overtog kejserdømmet den gældende romerret fra republikkens tid; men ifølge den nye statsret havde folket overdraget sine rettigheder til kejseren, og dermed også lovgivningsmagten. Derved opstod der tre nye retskilder:
- 1. Kejsernes taler i senatet - S.C., dvs. senatsbeslutning - fik lovs kraft.
- 2. Ediktet, som under republikken kun varede i den angældende embedsmands tid, gjaldt nu kejserens levetid ud.
- 3. Reskriptet, som var et kejserligt brev til embedsmændene om et konkret tilfælde, der ikke desto mindre skabte præcedens, selv om det ikke var tilgængeligt for offentligheden, men kun fandtes opbevaret som afskrift i de kejserlige arkiver.

Hele dette indviklede system var fuldkomment uoversigtligt for den jævne mand, selv om retslærde i 200-tallet som Julius Paulus og Ulpian skrev hundredvis af bøger med S.C., edikter og reskripter ordnet i system. Disse var tilgængelige for dommere og jurister, og i tidens løb fik de bindende kraft for retten, men vilkårligheden var stor, og lovmængden øgede for hver ny kejser.
En samlet fremstilling fandt romerretten først i det østromerske rige omkring 530 e.Kr. i Corpus Iuris Civilis, udgivet under kejser Justinian, bl.a. i et forsøg på at genforene det splittede rige.
Romerretten kom til at danne primær inspirationskilde for kirkeretten. I dag er mange af verdens retssystemer grundlagt på romerrettens principper, hvilket ikke mindst skyldes kirkerettens tendens til at udøve indflydelse på de lokale retssystemer, den kom i berøring med i middelalderen.
Se også
- Retshistorie